# Dinosphaeraceae
 (janvier 2022).
Famille
Les Dinosphaeraceae sont une famille d'algues dinoflagellées de l’ordre des Peridiniales.

## Étymologie
Le nom vient du genre type Dinosphaera, formé du préfixe din-, préfixe de « dinoflagellé », et du suffixe -sphaero, « sphère ; globe ».

## Liste des genres et espèces
Selon AlgaeBase (10 janvier 2022)
- Dinosphaera, Kofoid & J.R.Michener, 1912[2]
  - espèce Dinosphaera palustris, (Lemmermann) Kofoid & J.R.Michener, 1912